# Glück und Liebe in Monaco
Glück und Liebe in Monaco ist ein schweizerisch-liechtensteinischer Spielfilm von Hermann Leitner aus dem Jahre 1959. Die erzählte Geschichte ist frei erfunden.

## Handlung
Für das englische Waisenkind Lindy geht ein Traum in Erfüllung: Sie wird vom Fürsten persönlich in den Palast von Monaco eingeladen, um der kleinen Prinzessin Caroline ihr Kätzchen zu schenken. Eine deutsche Illustrierte wittert eine herzergreifende Story und schickt den Reporter Claus Hohberg ins Fürstentum. Mit ihm reist die Stewardess Jacqueline, um das Kind während des Aufenthalts zu betreuen. Zudem soll die gutaussehende junge Dame auf Veranlassung der Redaktion effektvoll in die Berichterstattung eingebaut werden und – wenn möglich – dem Fürsten skandalträchtig den Kopf verdrehen.
Doch die Ereignisse vor Ort sind alles andere als aufregend, so dass Hohberg seinem Chefredakteur kaum mehr als banale Geschichten liefern kann. So trifft Lindy im Garten des Palastes tatsächlich das Fürstenpaar und ihr Töchterchen. Auch Frank Sinatra wird bei einem Besuch gesichtet.
Hohberg findet zunehmend Gefallen an seiner Reisebegleitung und wird eifersüchtig, sobald Jacqueline anderen Männern zulächelt. Er verliebt sich in sie und verbringt mit ihr kurzweilige Stunden an der Côte d’Azur. Entsprechend groß ist der Abschiedsschmerz bei der Heimreise.

## Hintergründe
Der Film ist kein Spielfilm im klassischen Sinn. Die Rahmenhandlung wurde benötigt, damit sich der Zwergstaat von seiner positiven Seite zeigen und Tourismuswerbung betreiben konnte. Die Fürstenfamilie tritt mehrfach in Erscheinung und gibt kleine Einblicke in ihr Privatleben.

## Kritiken
„Ein englisches Waisenkind darf nach Monte Carlo reisen, die Stadt besichtigen und der Fürstenfamilie sein Kätzchen überreichen. Ohne filmische Ambitionen abgedrehte, geistlos zusammengezimmerte Handlung, die offensichtlich in erster Linie für Reklamezwecke (Fremdenverkehr, Casino, Automarken) ausgeheckt wurde.“

„Germaine Damar gefällt in zwei großartig fotografierten Tanzstudien mit John Schapar, Claus Biederstaedt als Illustriertenreporter und frischfröhlicher Erfolgsmensch.“